# Ce cher mois d'août
Pour plus de détails, voir Fiche technique et Distribution.
Ce cher mois d'août est un film franco-portugais réalisé par Miguel Gomes, sorti en 2008. Il a reçu le Globo de Ouro du meilleur film portugais.

## Synopsis
Au cœur du d'une région montagneuse du Portugal, un réalisateur et son équipe filment une intrigue sentimentale : une jeune fille aime son cousin. Le père de celle-ci s'oppose à cette idylle.

## Fiche technique
- Titre français : Ce cher mois d'août
- Titre original : Aquele Querido Mês de Agosto
- Réalisation : Miguel Gomes
- Scénario : M. Gomes, Mariana Ricardo, Telmo Churro
- Photographie : Rui Poças - Couleurs
- Musique : António Lopes, Manuel Mesquita
- Producteur : Sandro Aguilar, Luís Urbano
- Lieu de tournage : Arganil, Portugal
- Durée : 147 minutes
- Date de sortie : 21 août 2008 au Portugal ; 17 juin 2009 en France
- Pays d'origine :  Portugal,  France

## Distribution
- Sónia Bandeira : Tânia
- Fábio Oliveira : Hélder
- Joaquim Carvalho : Domingos
- Manuel Soares : Celestino

## Distinctions
2008 :
- Prix du meilleur film international et prix de la critique du Festival de Valdivia
- Prix du meilleur jeune réalisateur au Festival de Las Palmas
- Prix de la critique au Festival de Sao Paulo
- Prix FIPRECI du Festival de Vienne